# Miguel Suárez Mesa
Miguel Ángel Suárez Mesa (14 de septiembre de 1999) es un levantador de pesas colombiano. Es tres veces medallista de oro en el evento masculino de 55 kg en el Campeonato Panamericano de Halterofilia. También ganó dos medallas de oro en los Juegos Bolivarianos de 2022 realizados en Valledupar, Colombia.

## Trayectoria
Ganó la medalla de oro en el evento masculino de 55 kg en el Campeonato Panamericano de Halterofilia 2020 celebrado en Santo Domingo, República Dominicana.
En 2021, ganó la medalla de oro en su evento en el Campeonato Panamericano de Halterofilia realizado en Guayaquil, Ecuador. En ese mismo año, compitió en el evento masculino de 55 kg en el Campeonato Mundial de Halterofilia celebrado en Tashkent, Uzbekistán.
En 2022, ganó la medalla de oro en el evento masculino de 55 kg en el Campeonato Panamericano de Halterofilia realizado en Bogotá, Colombia. También estableció un nuevo récord Panamericano de 142 kg en Clean & Jerk.
Ganó la medalla de bronce en el evento de Clean & Jerk de 55 kg masculino en el Campeonato Mundial de Halterofilia de 2022 celebrado en Bogotá, Colombia.